# Heller International Building
L’Heller International Building è un grattacielo di Chicago, in Illinois.

## Caratteristiche
L'edificio, alto 183 metri presenta 45 piani ed è stato completato nel 1992. L'edificio attualmente è il 47° più alto della città. Lo studio di architettura che ha progettato l'edificio era Skidmore, Owings & Merrill, lo stesso studio che ha progettato la Sears Tower di Chicago, il John Hancock Center e il Burj Khalifa a Dubai.
Il 500 West Monroe Building è attualmente l'edificio più alto di Chicago situato a ovest del fiume Chicago. Un anno dopo il suo completamento, nel 1993, l'edificio ha vinto il "Best Structure Award" dalla Structural Engineers Association of Illinois. Il design dell'edificio incorporava una struttura unica simile a una torretta nell'angolo sud-est della struttura. La torretta si erge come il punto architettonico più alto dell'edificio e di notte è illuminata da luci bianche.

## Inquilini
- Motorola Solutions, Inc.
- GE Healthcare[3]
- GE Transportation[4]